# Wolfgang Van Halen
Wolfgang William Van Halen (Santa Monica, 16 maart 1991) is een Amerikaanse multi-instrumentalist. Sinds 2006 is hij de bassist van Van Halen (Hij is de zoon van Eddie Van Halen en actrice Valerie Bertinelli). Hij is vernoemd naar de Oostenrijkse componist Wolfgang Amadeus Mozart. In 2013 ging hij tevens basgitaar spelen in de metalband Tremonti nadat hij het jaar daarvoor Brian Marshall verving tijdens het eerste tournee van de band.

## Discografie

### Met Van Halen
- A Different Kind of Truth, 2012
- Tokyo Dome Live in Concert, 2015

### Met Tremonti
- Cauterize, 2015
- Dust, 2016

### Met Halestorm
- The Strange Case Of..., 2012 (als achtergrondzanger)

### Met Mammoth WVH
- Mammoth WVH, 2021
- Mammoth II, 2023

- International Standard Name Identifier: 0000 0004 0655 4645
- Library of Congress Control Number: no2015162861
- MusicBrainz: 71eb374b-d9a2-4516-999c-6bff4ad05f3b
- Virtual International Authority File: 28145003608861340617
- WorldCat: E39PBJyRxRckpRV8qtmTqGCCwC